# Edingen-Neckarhausen
Edingen-Neckarhausen település Németországban, azon belül Baden-Württembergben. Lakosainak száma 14 211 fő (2023. december 31.).

## Népesség
A település népessége az elmúlt években az alábbi módon változott:
| Lakosok száma | 10 630 | 12 384 | 13 102 | 13 730 | 13 843 | 13 924 | 13 843 | 14 023 | 13 811 | 14 211 |
|               | 1961   | 1967   | 1974   | 1980   | 1987   | 1993   | 2000   | 2006   | 2013   | 2023   |